# Prix de Sélection
Prix de Sélection är ett travlopp för 4–6-åriga varmblod som körs på Vincennesbanan utanför Paris i Frankrike varje år i början av mars under slutet av det franska vintermeetinget. Förstapris är 108 000 euro. Det är ett Grupp 1-lopp, det vill säga ett lopp av högsta internationella klass.
Löpningsrekordet innehar Face Time Bourbon på tiden 1.10,3.

## Vinnare
| År   | Häst              | Distans | Tid    | Efter              | Kusk                  | Tränare                 | Tvåa               | Trea               |
| ---- | ----------------- | ------- | ------ | ------------------ | --------------------- | ----------------------- | ------------------ | ------------------ |
| 2025 | London            | 2175 m  | 1.11,6 | Rockfeller Center  | Mathieu Mottier       | Mathieu Mottier         | Light My Fire      | Ksar               |
| 2024 | Idao de Tillard   | 2200 m  | 1.09,6 | Severino           | Clément Duvaldestin   | Thierry Duvaldestin     | Kana de Beylev     | Kyrielle           |
| 2023 | Horsy Dream       | 2200 m  | 1.10,5 | Scipion du Goutier | Éric Raffin           | Piérre Belloche         | Juliet Papa Bravo  | Idylle Speed       |
| 2022 | Idao de Tillard   | 2175 m  | 1.12,0 | Severino           | Clément Duvaldestin   | Thierry Duvaldestin     | Hohneck            | Italiano Vero      |
| 2021 | Face Time Bourbon | 2200 m  | 1.10,3 | Ready Cash         | Éric Raffin           | Sébastien Guarato       | For You Madrik     | Fric du Chêne      |
| 2020 | Face Time Bourbon | 2200 m  | 1.10,9 | Ready Cash         | Björn Goop            | Sébastien Guarato       | Ènino du Pommereux | Frisbee d'Am       |
| 2019 | Face Time Bourbon | 2175 m  | 1.10,8 | Ready Cash         | Björn Goop            | Sébastien Guarato       | Davidson du Pont   | Falcao de Laurma   |
| 2018 | Davidson du Pont  | 2200 m  | 1.10,8 | Pacha du Pont      | Jean-Michel Bazire    | Jean-Michel Bazire      | Express Jet        | Erminig d'Oliverie |
| 2017 | Discours Joyeux   | 2175 m  | 1.11,4 | Goetmals Wood      | Damien Bonne          | Thierry Raffegeau       | Dreammoko          | Black d'Avril      |
| 2016 | Boléro Love       | 2200 m  | 1.10,8 | Love You           | Franck Nivard         | Sébastien Guarato       | Amiral Sacha       | Billie de Montfort |
| 2015 | Bold Eagle        | 2175 m  | 1.11,4 | Ready Cash         | Franck Nivard         | Sébastien Guarato       | Billie de Montfort | Bocage d'Ortige    |
| 2014 | Aladin d'Écajeul  | 2175 m  | 1.11,3 | Quaker Jet         | Éric Raffin           | Sébastien Guarato       | Uhlan du Val       | Aldo des Champs    |
| 2013 | Village Mystic    | 2700 m  | 1.14,9 | Love You           | Louis Baudron         | Louis Baudron           | Vanika du Ruel     | Vive Daidou        |
| 2012 | Unique Quick      | 2700 m  | 1.13,3 | Prince d'Espace    | Franck Leblanc        | Franck Leblanc          | Uniclove           | Timoko             |
| 2011 | Timoko            | 2700 m  | 1.13,3 | Imoko              | Richard Westerink     | Richard Westerink       | Torino d'Auvillier | Tabby Point        |
| 2010 | Saxo de Vandel    | 2700 m  | 1.13,8 | Coktail Jet        | Éric Raffin           | Thierry Duvaldestin     | Sanymède Tivoli    | Save The Quick     |
| 2009 | Rolling d'Héripré | 2150 m  | 1.12,3 | Dahir de Prélong   | Jean-Michel Bazire    | Fabrice Souloy          | Ready Cash         | Rocklyn            |
| 2008 | Qualita Bourbon   | 2150 m  | 1.12,3 | Love You           | Jean-Pierre Dubois    | Jean-Pierre Dubois      | Quel Amour Dudel   | Qualmio de Vandel  |
| 2007 | Pearl Queen       | 2150 m  | 1.12,5 | Carpe Diem         | Thierry Duvaldestin   | Thierry Duvaldestin     | Pirogue Jénilou    | Popinée de Timbia  |
| 2006 | Milord Drill      | 2200 m  | 1.11,6 | Sancho Pança       | Jean-Pierre Viel      | Jean-Pierre Viel        | Orlando Vici       | Neutron du Cébé    |
| 2005 | Nice Love         | 2150 m  | 1.13,4 | Coktail Jet        | Jean-Michel Bazire    | Jean-Michel Bazire      | Mara Bourbon       | Nina Madrik        |
| 2004 | Meaulnes du Corta | 2150 m  | 1.12,6 | Voici du Niel      | Jean-Michel Bazire    | Laurent-Claude Abrivard | Mahana             | Mélodie du Réaume  |
| 2003 | Kiwi              | 2200 m  | 1.12,4 | Coktail Jet        | Joseph Verbeeck       | Fabrice Souloy          | Ludo de Castelle   | Love You           |
| 2002 | Kaisy Dream       | 2150 m  | 1.13,4 | Extreme Dream      | Joseph Verbeeck       | Jean-Pierre Dubois      | Kesaco Phedo       | Korean             |
| 2001 | Jasmin de Flore   | 2150 m  | 1.14,6 | Vivier de Montfort | Jean-Michel Bazire    | Michaël-Jean Ruault     | Insert Gédé        | Jalencia           |
| 2000 | Insert Gédé       | 2150 m  | 1.14,2 | Jet du Vivier      | Yves Dreux            | Jean-Luc Bigeon         | Giant Cat          | Itou Jim           |
| 1999 | Hello Jo          | 2150 m  | 1.15,0 | Buvetier d'Aunou   | Jean-Étienne Dubois   | Jean-Étienne Dubois     | Himo Josselyn      | Hernanda           |
| 1998 | Gavroche Perrine  | 2150 m  | 1.14,5 | Ténor de Baune     | Jean-Baptiste Bossuet | Jean-Baptiste Bossuet   | Ganymède           | Gentille de Brévol |
| 1997 | Full Account      | 2150 m  | 1.15,1 | Passionnant        | Jean-Étienne Dubois   | Jean-Étienne Dubois     | Fier des Baux      | Floda Josselyn     |
| 1996 | Escartefigue      | 2150 m  | 1.14,5 | Steed James        | Alain Laurent         | Alain Laurent           | Eyra de Bellouet   | Élision            |
| 1995 | Dahir de Prélong  | 2150 m  | 1.14,9 | Fakir du Vivier    | Bertrand Lefèvre      | Bertrand Lefèvre        | Capital            | Dorlic du Pas      |
| 1994 | Cygnus d'Odyssée  | 2150 m  | 1.16,7 | Workaholic         | Jean-Philippe Dubois  | Jean-Philippe Dubois    | Coktail Jet        | Corot              |
| 1993 | Buvetier d'Aunou  | 2250 m  | 1.16,8 | Royal Prestige     | Jean-Pierre Dubois    | Jean-Pierre Dubois      | Best Bourbon       | Big Prestige       |
| 1992 | Autour d'Aunou    | 2275 m  | 1.16,7 | Speedy Somolli     | Jean-Étienne Dubois   | Jean-Étienne Dubois     | Uka des Champs     | Atout du Closet    |
| 1991 | Vip Tilly         | 2275 m  | 1.18,0 | Istraéki           | Alain Laurent         | Jacky Béthouart         | Tabac Blond        | Théo del Amor      |
| 1990 | Ultra Ducal       | 2275 m  | 1.16,1 | Buffet II          | Paul Viel             | Paul Viel               | Une de Rio         | Tipouf             |
| 1989 | Sancho Pança      | 2325 m  | 1.15,2 | Chambon P          | Joël Hallais          | Joël Hallais            | Rêve d'Udon        | Steed James        |
| 1988 | Sabre d'Avril     | 2275 m  | 1.15,3 | Hadol du Vivier    | Jean-Pierre Viel      | Jean-Pierre Viel        | Speaker            | Super Classique    |
| 1987 | Potin d'Amour     | 2325 m  | 1.15,7 | Chambon P          | Jan Kruithof          | Jan Kruithof            | Rainbow Runner     | Pussy Cat          |
| 1986 | Ourasi            | 2325 m  | 1.15,3 | Greyhound          | Jean-René Gougeon     | Jean-René Gougeon       | Quel Jour          | Opprimé            |
| 1985 | Perrin Dandin     | 2275 m  | 1.16,4 | Grape Fruit        | Bernard Oger          | Léopold Verroken        | Passionnant        | Ourasi             |
| 1984 | Mon Tourbillon    | 2275 m  | 1.15,0 | Amyot              | Jean-Pierre Viel      | Jean-Pierre Viel        | Minou du Donjon    | Monquier           |
| 1983 | Mon Tourbillon    | 2275 m  | 1.16,3 | Amyot              | Jean-Pierre Viel      | Jean-Pierre Viel        | Lutin d'Isigny     | Minou du Donjon    |
| 1982 | La Bourrasque     | 2275 m  | 1.16,7 | Buffet II          | Jean-Pierre Viel      | Jean-Pierre Viel        | Khali de Vrie      | Kisin              |
| 1981 | Lançon            | 2225 m  | 1.17,3 | Toledo II          | Ali Hawas             | Ali Hawas               | Lutin d'Isigny     | Khali de Vrie      |
| 1980 | Képi Vert         | 2225 m  | 1.17,7 | Chambon P          | Roger Baudron         | Roger Baudron           | Jorky              | Kaïd du Bignon     |
| 1979 | High Echelon      | 2275 m  | 1.17,6 | Patara             | Jean-Pierre Dubois    | Jean-Pierre Dubois      | Idéal du Gazeau    | Hillion Brillouard |
| 1978 | Indiscret d'Ax    | 2200 m  | 1.20,0 | Kubler L           | Jean-René Gougeon     | Jean-René Gougeon       | Gadames            | Hymour             |
| 1977 | Hadol du Vivier   | 2250 m  | 1.19,4 | Mitsouko           | Jean-René Gougeon     | Jean-René Gougeon       | Feu Violet         | Horse Born         |
| 1976 | Fakir du Vivier   | 2300 m  | 1.17,6 | Sabi Pas           | Michel-Marcel Gougeon | Michel-Marcel Gougeon   | Eléazar            | Espoir de Sée      |
| 1975 | Fakir du Vivier   | 2250 m  | 1.19,2 | Sabi Pas           | Michel-Marcel Gougeon | Michel-Marcel Gougeon   | Espoir de Sée      | Dimitria           |
| 1974 | Eléazar           | 2250 m  | 1.20,1 | Kerjacques         | Léopold Verroken      | Léopold Verroken        | Catharina          | Clissa             |
| 1973 | Dimitria          | 2250 m  | 1.19,3 | Mario              | Léopold Verroken      | Léopold Verroken        | Buffet II          | Bill D             |
| 1972 | Amyot             | 2300 m  | 1.16,5 | Garde Moi          | Louis Sauvé           | Louis Sauvé             | Cotentin           | Champenoise        |
| 1971 | Vanina B          | 2300 m  | 1.18,6 | Carioca II         | Jean-René Gougeon     | Jean-René Gougeon       | Bill D             | Villequier B       |
| 1970 | Une de Mai        | 2300 m  | 1.17,9 | Kerjacques         | Jean-René Gougeon     | Jean-René Gougeon       | Aigle Noir         |                    |
| 1969 | Vat               |         |        | Mario              |                       |                         |                    |                    |
| 1968 | Une de Mai        |         |        | Kerjacques         |                       |                         | Sabi Pas           | Seigneur           |
| 1967 | Toscan            |         |        | Kerjacques         |                       |                         |                    |                    |
| 1966 | Seddouk           |         |        | Carioca II         |                       |                         |                    |                    |